# Селетрук (Хунедоара)
Селетрук (рум. Sălătruc) — село у повіті Хунедоара в Румунії. Входить до складу комуни Блежень.
Село розташоване на відстані 321 км на північний захід від Бухареста, 40 км на північ від Деви, 81 км на південний захід від Клуж-Напоки, 138 км на північний схід від Тімішоари.

## Населення
За даними перепису населення 2002 року у селі проживали 126 осіб, усі — румуни. Усі жителі села рідною мовою назвали румунську.